# 長野県国民健康保険団体連合会
長野県国民健康保険団体連合会（ながのけんこくみんけんこうほけんだんたいれんごうかい）は、国民健康保険法第83条の規定に基づいて長野県の国民健康保険を取り扱う自治体と国民健康保険組合によって設立されている国民健康保険団体連合会である。

## 沿革
- 1941年3月5日 -「長野県国民健康保険組合連合会」設立[1]
- 1948年10月1日 –改正国民健康保険法に基づき「長野県国民健康保険団体連合会」発足

## 加入団体
自治体
- 長野市
- 松本市
- 上田市
- 岡谷市
- 飯田市
- 諏訪市
- 須坂市
- 小諸市
- 伊那市
- 駒ヶ根市
- 中野市
- 大町市
- 飯山市
- 茅野市
- 塩尻市
- 佐久市
- 千曲市
- 東御市
- 安曇野市
- 小海町
- 川上村
- 南牧村
- 南相木村
- 北相木村
- 佐久穂町
- 軽井沢町
- 御代田町
- 立科町
- 青木村
- 長和町
- 下諏訪町
- 富士見町
- 原村
- 辰野町
- 箕輪町
- 飯島町
- 南箕輪村
- 中川村
- 宮田村
- 松川町
- 高森町
- 阿南町
- 阿智村
- 平谷村
- 根羽村
- 下條村
- 売木村
- 天龍村
- 泰阜村
- 喬木村
- 豊丘村
- 大鹿村
- 上松町
- 南木曽町
- 木祖村
- 王滝村
- 大桑村
- 木曽町
- 麻績村
- 生坂村
- 山形村
- 朝日村
- 筑北村
- 池田町
- 松川村
- 白馬村
- 小谷村
- 坂城町
- 小布施町
- 高山村
- 山ノ内町
- 木島平村
- 野沢温泉村
- 信濃町
- 小川村
- 飯綱町
- 栄村

国民健康保険組合
- 長野県医師国民健康保険組合
- 長野県建設国民健康保険組合